# Красногвардейский район (Ростовская область)
Красногвардейский район Ростовской области — административно-территориальная единица в составе Ростовской области РСФСР, существовавшая в 1940—1956 годах. Административный центр — село Соколово-Кундрюченское.

## История
Красногвардейский район (с центром в селе Соколово-Кундрюченском) был образован в 1940 году в составе Ростовской области. В него вошла территория пригородной зоны города Красный Сулин (бывший Красносулинский район), а также Дарьино-Ермаковский сельсовет (российский анклав, окружённый территорией УССР).
Указом Президиума Верховного Совета СССР от 5 ноября 1944 Дарьино-Ермаковский сельсовет (село Дарьино-Ермаковка и 
посёлок Кошары) переданы в состав УССР.
Указом Президиума Верховного Совета СССР от 6 января 1954 года из Ростовской области была выделена Каменская область (с центром в г. Каменск-Шахтинский). Территория Красногвардейского района вошла в состав Каменской области.
В 1956 году Красногвардейский район был упразднён. Его территория вошла в Красносулинский район.